# Centre Oscar-Lambret
Le Centre Oscar-Lambret est le Centre régional de lutte contre le cancer des Hauts-de-France.

## Missions et organisation
Situé à Lille, le Centre Oscar-Lambret dispense ses activités de soins, de recherche et d’enseignement dans le Nord de la France. Il est le site français le mieux loti en matière d’équipements de radiothérapie. Il participe au service public hospitalier avec des tarifs conventionnels. Le Centre a été hautement certifié par la Haute Autorité de Santé en mars 2023.
Le Centre Oscar Lambret est un établissement de santé privé d’intérêt collectif. Il est affilié à la Fédération nationale des centres de lutte contre le cancer et est partenaire avec le centre hospitalier régional universitaire de Lille et l'université de Lille en recherche.

## Soins pratiqués
Le centre dispose d'une autorisation de traitement du cancer pour les pratiques suivantes :
- Chimiothérapie, radiothérapie externe et curiethérapie
- Utilisation thérapeutique de radioéléments en sources non scellées
- Chirurgie des cancers : mammaire, digestive, urologique, gynécologique, ORL et maxillo-faciale
- Prise en charge des enfants et des adolescents

## Quelques chiffres  sur l'activité
- 6 500 nouveaux patients par an
- 212 lits et places
- 37 000 journées d’hospitalisation par an
- 49 000 consultations et 4 500 interventions chirurgicales par an
- 50 000 séances de radiothérapie par an
- + de 10 000 séances de chimiothérapie ambulatoire
- + de 800 salariés dont 150 médecins et scientifiques (une quarantaine d’internes)

## Historique
En 1930, le professeur Oscar Lambret crée l’un des premiers services de lutte contre le cancer en France, dans les locaux de l’Hôpital Saint-Sauveur. Les locaux actuels sont ouverts en 1955, le professeur Jules Driessens étant directeur. C'est à cette occasion que le centre devient le centre Oscar-Lambret. En 1964, il devient Centre régional de lutte contre le cancer et entre dans la  Fédération française des centres de lutte contre le cancer.
En 1998, le centre lance une Unité de Recherche Clinique pour trouver et évaluer de nouveaux traitements. En 2001, il est équipé du premier Tomographe à Émission de Positons  dédié aux cancers.